# Agencia de Gestión Urbana de la Ciudad de México
La Agencia de Gestión Urbana de la Ciudad de México es un órgano desconcentrado de la administración pública del Distrito Federal creado el 12 de febrero de 2013 con el fin de diseñar y ejecutar las políticas, programas y acciones en materia de servicios públicos urbanos y funcionalidad de la vía pública de la capital de México.

## Creación
El 12 de febrero en la Gaceta Oficial del Distrito Federal, se publicó el decreto por el que se crea el órgano desconcentrado denominado: Agencia de Gestión Urbana de la Ciudad de México. El Jefe de Gobierno Miguel Ángel Mancera Espinosa designó y tomó la protesta al licenciado José Fernando Aboitiz Saro, como titular de dicha instancia gubernamental.

## Funciones
Las funciones legales de la Agencia de Gestión Urbana se encuentran determinadas por el Decreto de Creación publicado en la Gaceta Oficial del Distrito Federal, en su artículo segundo Gobierno del Distrito Federal (12 de febrero de 2013). «Decreto por el que se crea el órgano desconcentrado denominado Agencia de Gestión Urbana de la Ciudad De México». Gaceta Oficial del Distrito Federal. Archivado desde el original el 11 de septiembre de 2014. Consultado el 15 de octubre de 2013.
La Agencia de Gestión Urbana de la Ciudad de México es la encargada de captar, canalizar, dar seguimiento y exigir el cumplimiento a las demandas de las vialidades primarias o secundarias relacionadas con los servicios urbanos y obras públicas tales como: baches, deterioro del pavimento, poda en camellones, limpieza de vialidades, tiraderos clandestinos, reparación de guarniciones, banquetas, reparación de luminarias, daños en puentes vehiculares y peatonales ubicados en las vialidades primarias, secundarias, así como información que oriente sobre la movilidad de la ciudad con apoyo vial.
Otro de sus tareas es ordenar y coordinador a las diversas dependencias y empresas privadas cuyas actividades incidan en la realización de obra pública, la prestación de servicios públicos urbanos, la funcionalidad de la vía pública y el uso y/o aprovechamiento del subsuelo.
Dicha acción servirá para planear y construir una Ciudad moderna y funcional de largo plazo, ya que todas las obras y las acciones que se ejecuten en la vía pública, estarán planeadas con un sentido de futuro. 
La tercera tarea de la AGU, se ejecutará a través del laboratorio con que cuenta dicha agencia y con el apoyo de universidades, instituciones y de expertos, se analizarán las mejores prácticas que han puesto en marcha ciudades exitosas en todo el mundo, para resolver problemas similares a las que se tienen en la Ciudad de México.

## Estructura
Conforme al decreto de creación, la Agencia de Gestión Urbana se encuentra presidida por un titular nombrado por el jefe de Gobierno del Distrito Federal y un Consejo Directivo.
El consejo directivo se encuentra conformado por los titulares de las siguientes secretarías y organismos:
- El Jefe de Gobierno.
- Secretaría de Finanzas.
- Secretaría de Desarrollo Urbano y Vivienda.
- Secretaría del Medio Ambiente.
- Secretaría de Obras y Servicios.
- Secretaría de Movilidad del Distrito Federal.
- Secretaría de Turismo
- Secretaría de Cultura
- Secretaría de Protección Civil;
- Sistema de Aguas de la Ciudad de México.